# 托莱 (维埃纳省)
托莱（法語：Thollet，法語發音：[tɔlɛ]）是法国新阿基坦大区维埃纳省的一个市镇，属于蒙莫里永区。

## 地理
托莱（46°25'15"N, 1°7'25"E）面积29.92 平方千米，位于法国新阿基坦大区维埃纳省，该省份为法国中西部省份，北起曼恩-卢瓦尔省和安德尔-卢瓦尔省，西接德塞夫勒省，南至夏朗德省，东南接上维埃纳省，东临安德尔省。
与托莱接壤的市镇（或旧市镇、城区）包括：利尼亚克、布里格伊勒尚特尔、库隆日莱塞罗勒、利格莱、拉特里穆耶。

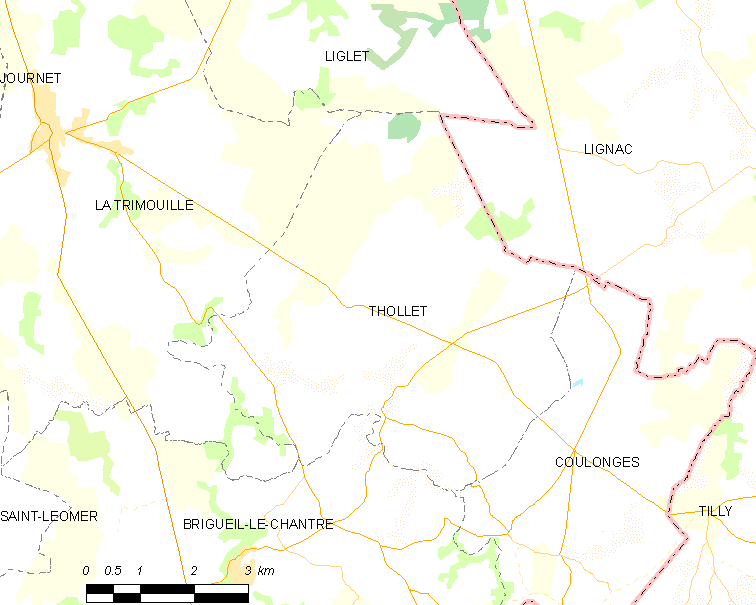
的OSM定位图

托莱的时区为UTC+01:00、UTC+02:00（夏令时）。

## 行政
托莱的邮政编码为86290，INSEE市镇编码为86270。

## 政治
托莱所属的省级选区为蒙莫里永县。

## 人口

1962-2008年间人口变化图示

托莱于2022年1月1日时的人口数量为163人。